# Bomberman (datorspel, 1990)
Bomberman (ボンバーマン Bonbāman?) är ett 1990-action-datorspel som utvecklats av Hudson Soft för PC Engine/TurboGrafx-16. Tillhör Bomberman-franchisen, det är en väldigt annorlunda emot det första spelet i serien.
I Europa släpptes spelet för MS-DOS, Amiga och Atari ST, som Dyna Blaster. En Commodore 64-version annonseras också, men släpptes aldrig.